# Brjast
Brjast (bułg. Бряст) – wieś w południowej Bułgarii, w obwodzie Chaskowo, w gminie Dimitrowgrad.
We wsi znajduje się niewielki zbiornik retencyjny. W języku bułgarskim brjast znaczy wiąz.